# Joseph William Tobin
Joseph William Tobin, CSsR (Detroit, 3 de maio de 1952) é um cardeal estadunidense da Igreja Católica. Ele é o Arcebispo de Newark, desde sua instalação em 6 de janeiro de 2017. Ele atuou como Arcebispo de Indianápolis desde 2012 e como Secretário da Congregação para os Institutos de Vida Consagrada e Sociedades de Vida Apostólica (CICLSAL) de 2010 a 2012. É cardeal desde 19 de novembro de 2016.

## Início da vida e educação
Tobin nasceu em Detroit, Michigan, em 1952, o mais velho dos 13 filhos de Joseph W. Tobin e Marie Terese Kerwin. Ele foi batizado cinco dias após seu nascimento na histórica Igreja do Santíssimo Redentor , fundada e administrada pela Congregação do Santíssimo Redentor (mais conhecidos como Pais Redentoristas). Mais tarde, ele frequentou a escola paroquial de lá.
Quando se formou, Tobin sentiu-se chamado para servir como sacerdote católico e se candidatou aos Redentoristas, pelos quais foi aceito como candidato. Ele então frequentou o St. Joseph's Preparatory College em Edgerton, Wisconsin, o seminário menor dos Redentoristas . Depois de se formar em 1970, ele foi recebido no noviciado da congregação para iniciar sua formação como membro. Ele fez sua profissão temporária de votos religiosos como membro da congregação em 5 de agosto de 1972 e seus votos perpétuos em 21 de agosto de 1976.
Em 1975, Tobin se formou em filosofia no Holy Redentor College, em Waterford, Wisconsin , após o qual foi enviado para estudar no Mount St. Afonsus Seminary, em Esopus, Nova York , onde obteve o diploma de Mestre em Educação Religiosa (1977). e Mestre em Divindade em Teologia Pastoral (1979).

## Ordenação e ministério
Tobin foi ordenado sacerdote em 1 de junho de 1978. No ano seguinte, ele voltou para sua casa de infância, quando foi nomeado vigário paroquial da paróquia do Santo Redentor em Detroit. Mais tarde, ele foi nomeado pastor, servindo de 1984 a 1990. De 1980 a 1986, ele atuou como vigário episcopal da Arquidiocese de Detroit, e também ajudou no tribunal local de casamento diocesano. De 1990 a 1991, ele serviu como pastor da Paróquia de Santo Afonso em Chicago, Illinois.
Tobin foi eleito Consultor Geral dos Padres Redentoristas em 1991 e em 9 de setembro de 1997, eleito Superior Geral, sendo confirmado para outro mandato neste cargo em 26 de setembro de 2003. Nesse mesmo ano, tornou-se Vice-Presidente da União dos Superiores Gerais. Também foi membro do Conselho de Relações entre a Congregação para os Institutos de Vida Consagrada e as Sociedades de Vida Apostólica e a União Internacional dos Superiores Gerais de 2001 a 2009.
Em 2005, ele participou de um Sínodo dos Bispos em Roma, onde passou uma semana em um grupo de discussão em espanhol que incluía o arcebispo de Buenos Aires, que mais tarde se tornou o Papa Francisco e nomeou Tobin um cardeal.
Tobin passou 2010 fazendo uma viagem sabática ao Blackfriars Hall, Oxford, residindo com os irmãos De La Salle. Ele buscou seu interesse no aumento da secularização e da cultura secular, participando de seminários do sociólogo da religião e do antropólogo Peter Clarke , estudando no Instituto Las Casas e tendo aulas na Blackfriars.
Tobin fala inglês, espanhol, francês, italiano e português.

## Cúria Romana
Em maio de 2009, Tobin foi nomeado para supervisionar o elemento dos homens professos da Visitação Apostólica da Igreja na Irlanda, programada para setembro de 2010. Em 2 de agosto de 2010, Tobin foi nomeado secretário da Congregação para os Institutos de Vida Consagrada e Sociedades de Vida Apostólica (CICLSAL)  e arcebispo titular de Obba . Tobin foi o segundo clérigo dos EUA a ocupar o cargo. 
Tobin foi informado de sua nomeação duas semanas antes de ser anunciada. Ele lembrou:
Eu estava pintando a casa da minha mãe em Ontário quando o telefone tocou. A voz do outro lado dizia que era o cardeal Tarcisio Bertone, e meu primeiro pensamento foi que era uma brincadeira ... sabe, eu pensei que talvez fosse um dos redentoristas brincando. Rapidamente, porém, percebi que era realmente Bertone, e ele disse que o Santo Padre quer que você faça isso. Minha primeira reação foi dizer a ele que, de cabeça para baixo, eu poderia dar a ele os nomes de cinco pessoas muito mais qualificadas para fazer esse trabalho do que eu. Eu estava falando sério sobre isso. Mas o cardeal Bertone disse que não, é isso que o Santo Padre deseja. Ele disse que eu poderia levar de uma semana a dez dias para pensar sobre isso, então conversei com meus superiores, meus amigos mais próximos na vida religiosa e meu diretor espiritual. 
Tobin recebeu sua consagração episcopal em Roma em 9 de outubro de 2010. Ele havia dito:
[Minha] esperança é que o relacionamento do Vaticano com as igrejas locais possa ser uma espécie de tensão criativa. Eu acho que a vida sem tensão seria muito chata e inútil. Não podemos andar, não podemos conversar, não podemos cantar sem tensão. Você precisa ter tensão nas cordas vocais e nas costas, sem falar no violão. No entanto, a tensão pode ser destrutiva. O desafio é reconhecer a diversidade de dons e a pluralidade de igrejas e o único espírito que nos une. E acho que é a aventura de uma vida. 
Quando Tobin chegou ao CICLSAL, já estava realizando uma visita - uma inspeção crítica dos ministérios e da organização - dos 341 institutos de religiosas apostólicas nos Estados Unidos. E a Congregação para a Doutrina da Fé (CDF) estava conduzindo uma avaliação doutrinária da Conferência de Liderança de Religiosas (LCWR), focada na ortodoxia teológica. Em dezembro de 2010, Tobin disse que Roma precisava reconhecer a "profundidade de raiva e mágoa" provocada por uma visita, dizendo que ilustrava a necessidade de uma "estratégia de reconciliação" com mulheres religiosas. O CDF emitiu seu relatório sobre a LCWR em abril de 2012, e Tobin estava descontente tanto com seu conteúdo quanto com o fracasso do CDF em consultá-lo antes de liberá-lo.

## Arcebispo de Indianápolis
Em 18 de outubro de 2012, o Papa Bento XVI transferiu Tobin de seu posto na Cúria para chefiar a Arquidiocese Católica Romana de Indianópolis , uma comunidade católica de 246.000. Ele foi instalado em 3 de dezembro de 2012. Sua transferência havia sido especificada desde que Tobin havia divulgado sua infelicidade com o relatório altamente crítico da Congregação para a Doutrina da Fé sobre a LCWR nos Estados Unidos emabril de 2012.
Em junho de 2014, Tobin alertou que a polarização ideológica da vida política americana "ajuda a contribuir para a balcanização dos católicos americanos nas chamadas facções de direita e esquerda, ou facções progressistas e tradicionalistas, que apontam um para o outro". Falando em uma reunião da College Theology Society, ele disse que: "Na minha opinião, apontar o dedo causa um grande dano à vida religiosa porque nos torna defensivos ... [e] nos sentimos constantemente compelidos a nos defender contra outras partes do mundo. Igreja."
Em maio de 2016, Tobin foi nomeado para supervisionar o Sodalitium Christianae Vitae, uma comunidade religiosa que uma revisão do Vaticano havia encontrado necessitando de reformas em andamento.

### Cardeal
Em 9 de outubro de 2016, o Papa Francisco anunciou que Tobin seria nomeado cardeal em um consistório papal a ser realizado em 19 de novembro de 2016. Nesse dia, ele foi nomeado cardeal-sacerdote de Nossa Senhora da Graça na Via Trionfale.
Ele foi nomeado membro do Pontifício Conselho para a Cultura e da Congregação para os Bispos.

## Arcebispo de Newark

### Nomeação e posse
Em 7 de novembro de 2016, o Papa Francisco nomeou Tobin o Arcebispo de Newark, uma cidade que, como Indianópolis, nunca foi chefiada por um cardeal. Ele foi instalado lá em 6 de janeiro de 2017.
Tobin é um forte defensor do aumento da aceitação de migrantes nos Estados Unidos e de uma posição branda com aqueles que estão no país ilegalmente. Em março de 2017, ele acompanhou Catalino Guerrero, de 59 anos, à sua audiência de deportação. Em maio seguinte, Tobin pediu aos líderes católicos que resistissem às posições de imigração de Donald Trump , dizendo: "você realmente precisa acreditar em infligir crueldade a pessoas inocentes para optar por apoiar as políticas que vimos nos últimos meses".
Tobin tem sido um dos principais defensores do aumento do papel das mulheres na Igreja Católica. Em uma entrevista ao The New York Times publicada em 22 de dezembro de 2017, Tobin disse que "entende [a] consternação" entre as mulheres que se sentem frustradas por não poderem se tornar padres. Quando perguntado sobre a possibilidade de uma cardeal, ele respondeu: "Talvez minha teologia não seja sofisticada o suficiente, mas não acredito que exista uma razão teológica convincente para que o papa não possa nomear uma cardeal como mulher".

### Problemas de LGBT
Tobin saudou uma "peregrinação" de católicos gays e lésbicas e suas famílias à catedral da arquidiocese em 2017. Em uma entrevista antes da missa, Tobin disse: "A palavra que uso é 'bem-vinda'. São pessoas que nunca se sentiram bem-vindas em outros lugares. Minha oração é que sim. Hoje, na Igreja Católica, lemos uma passagem que diz que você deve ser capaz de dar uma razão para sua esperança. rezando para que essa peregrinação por eles e realmente por toda a igreja seja motivo de esperança ".
Em uma entrevista com Anne Thompson, da NBC, em 17 de abril de 2019, Tobin disse: "Acho que a Igreja está tendo sua própria conversa sobre o que nossa fé nos faz e diz com pessoas em relacionamentos que são do mesmo sexo. sem debate é que somos chamados a recebê-los ". Tobin foi então questionado sobre a linguagem no Catecismo da Igreja Católica que se refere à homossexualidade como "intrinsecamente desordenada". Tobin respondeu: "Bem, eu não os chamo de 'intrinsecamente desordenados ... É uma linguagem muito infeliz. Vamos torcer para que, eventualmente, essa linguagem seja um pouco menos prejudicial".
Tobin apoiou o livro de 2017 chamado Building a Bridge, de Pe. James Martin, SJ, que pedia à Igreja que modificasse seu relacionamento com as pessoas LGBT. Tobin comentou que "em muitas partes de nossa igreja as pessoas LGBT foram feitas para se sentirem indesejadas, excluídas e até envergonhadas. O novo livro corajoso, profético e inspirador do padre Martin marca um passo essencial para convidar os líderes da igreja a ministrar com mais compaixão, e lembrando aos católicos LGBT que eles fazem parte de nossa igreja tanto quanto qualquer outro católico ".

### Abuso sexual de clérigos
Em 17 de agosto de 2018, a Catholic News Agency relatou que seis padres de Newark alegaram experiência de má conduta sexual por dois padres no seminário e ministério na arquidiocese. Tobin respondeu com uma carta aos padres de Newark no mesmo dia, dizendo que não tinha conhecimento do assunto. Ele concluiu a carta incentivando os padres a encaminhar as perguntas da mídia ao diretor de comunicações arquidiocesano.
Em 25 de agosto de 2018, o arcebispo Carlo Maria Viganò, ex-núncio apostólico nos Estados Unidos, divulgou uma carta descrevendo uma série de avisos ao Vaticano sobre suposta má conduta sexual do então cardeal Theodore Edgar McCarrick, predecessor de Tobin em Newark. Viganò afirmou que McCarrick "orquestrou" a nomeação de Tobin como arcebispo de Newark. Tobin denunciou a declaração de Viganò por "erros factuais, insinuações e ideologia temerosa". Ele disse que a carta "não pode ser entendida como contribuindo para a cura dos sobreviventes de abuso sexual" e pedia "garantir um ambiente seguro e respeitoso, onde todos são bem-vindos e destrói as estruturas e culturas que permitem o abuso".
Um jornalista alega que, em uma conversa com Tobin, ele disse que na época em que chegou a Newark em 2016, ouviu "rumores" sobre McCarrick ter dormido com seminaristas, mas optou por não acreditar neles, afirmando que na época eles pareciam muito " incrédulo "para ser verdade.

## Ordenações[36]

### Ordenações episcopais
O Cardeal Tobin foi o principal sagrante dos seguintes bispos:
- Gregory James Studerus (2020)
- Elias Richard G. Lorenzo, O.S.B. (2020)
- Michael Arsenio Saporito (2020)
- Kevin James Sweeney (2020)
- Alfonso Vincenzo Amarante, C.Ss.R. (2023)

E foi consagrante de:
- Antonio De Luca, C.Ss.R. (2012)